# Dorfkirche Moisall

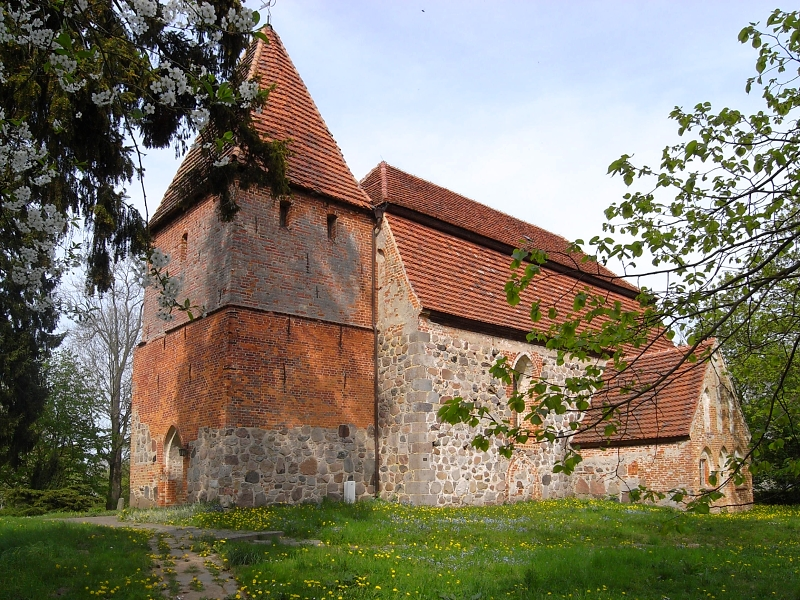
Dorfkirche Moisall

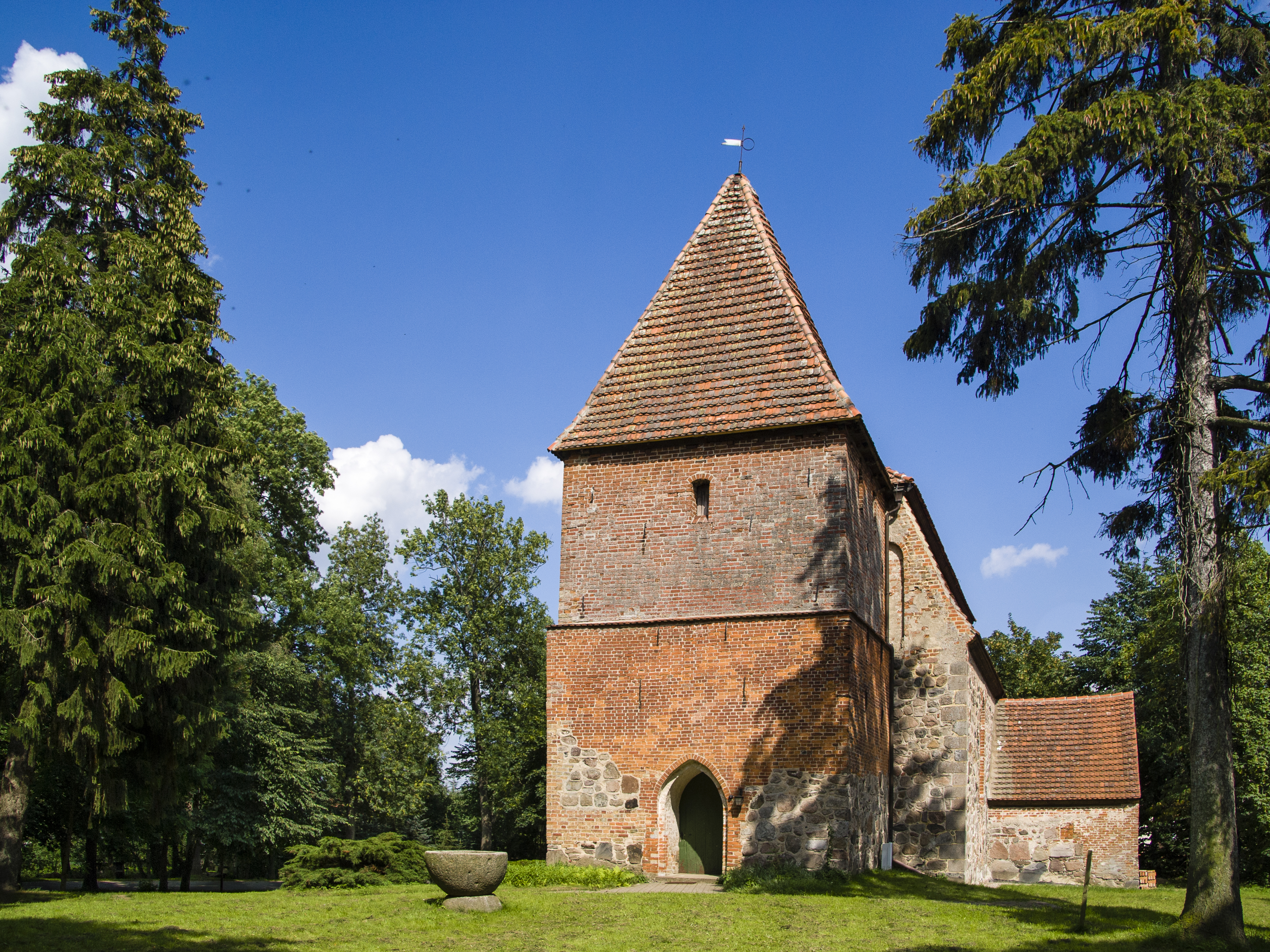
Dorfkirche Moisall – Ansicht von Westen

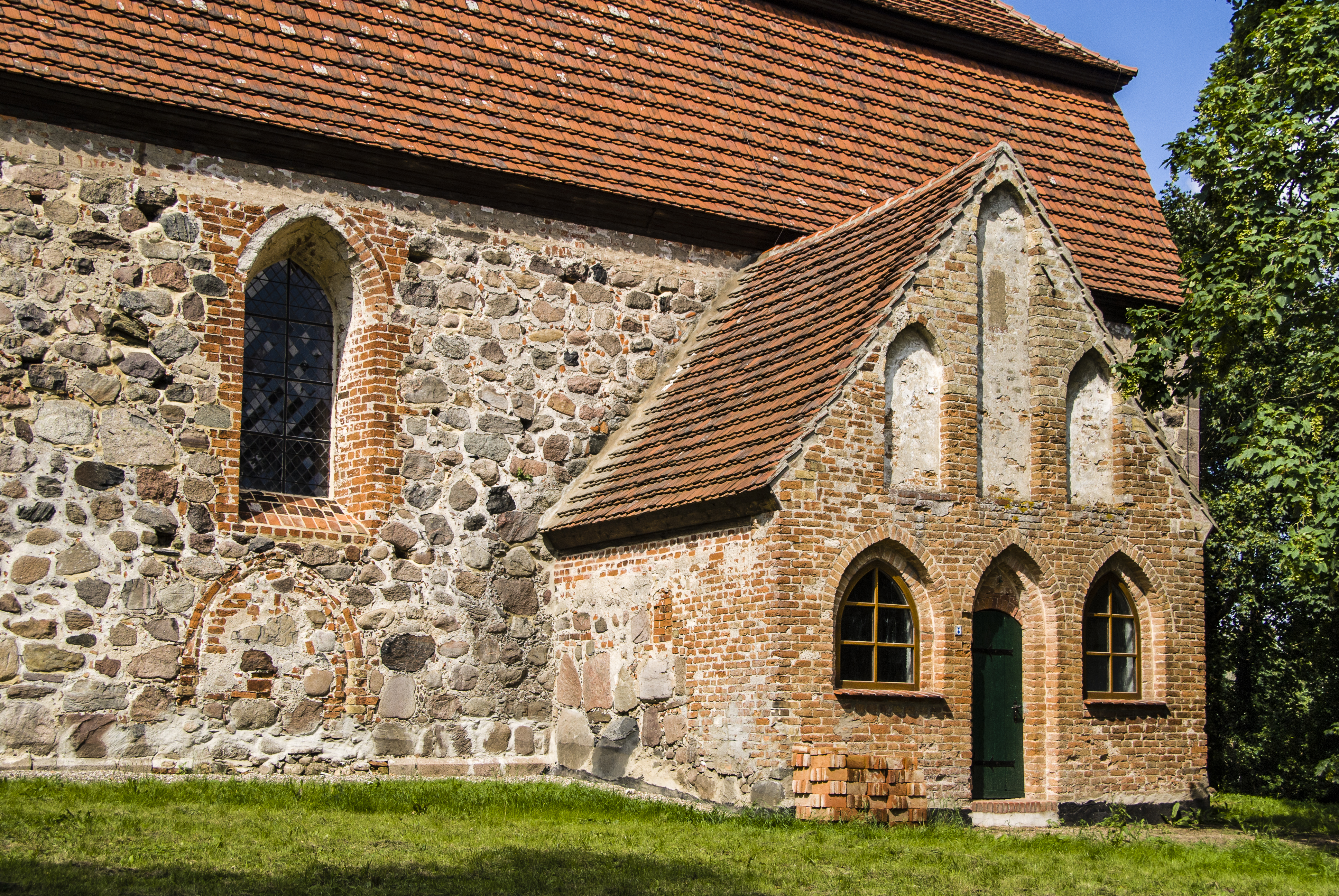
Dorfkirche Moisall – Ansicht von Süden

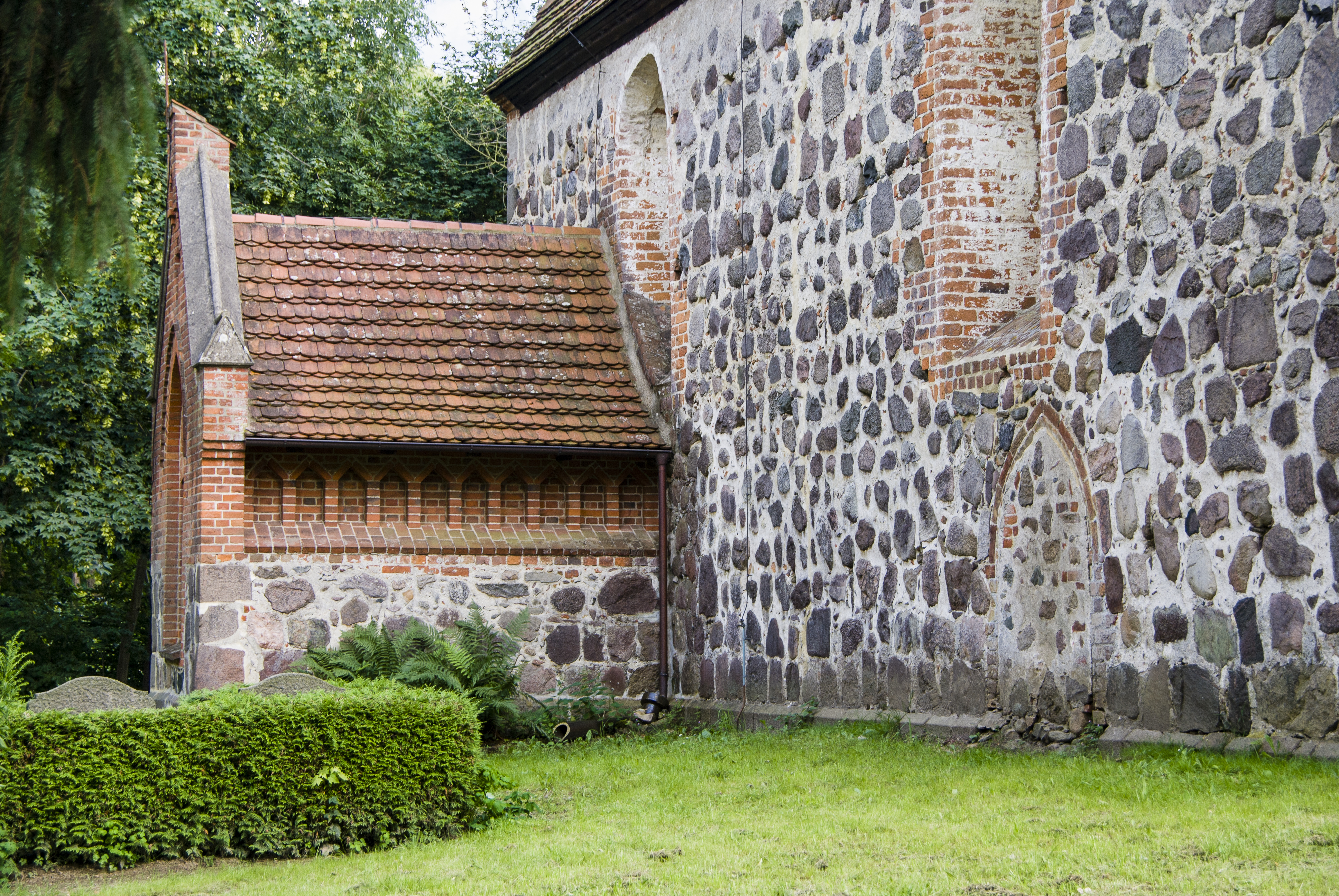
Dorfkirche Moisall – Ansicht von Norden

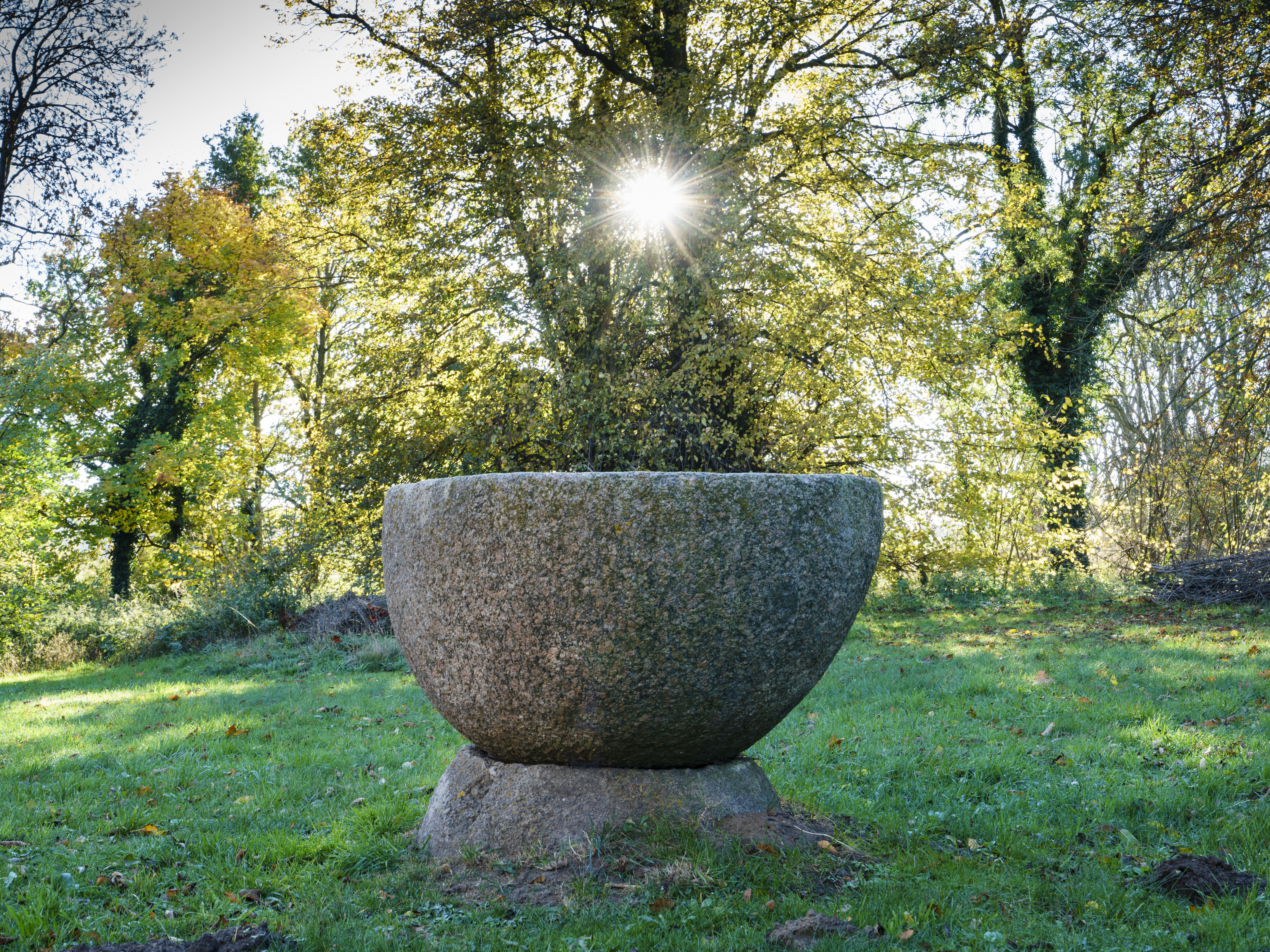
Dorfkirche Moisall – Taufstein

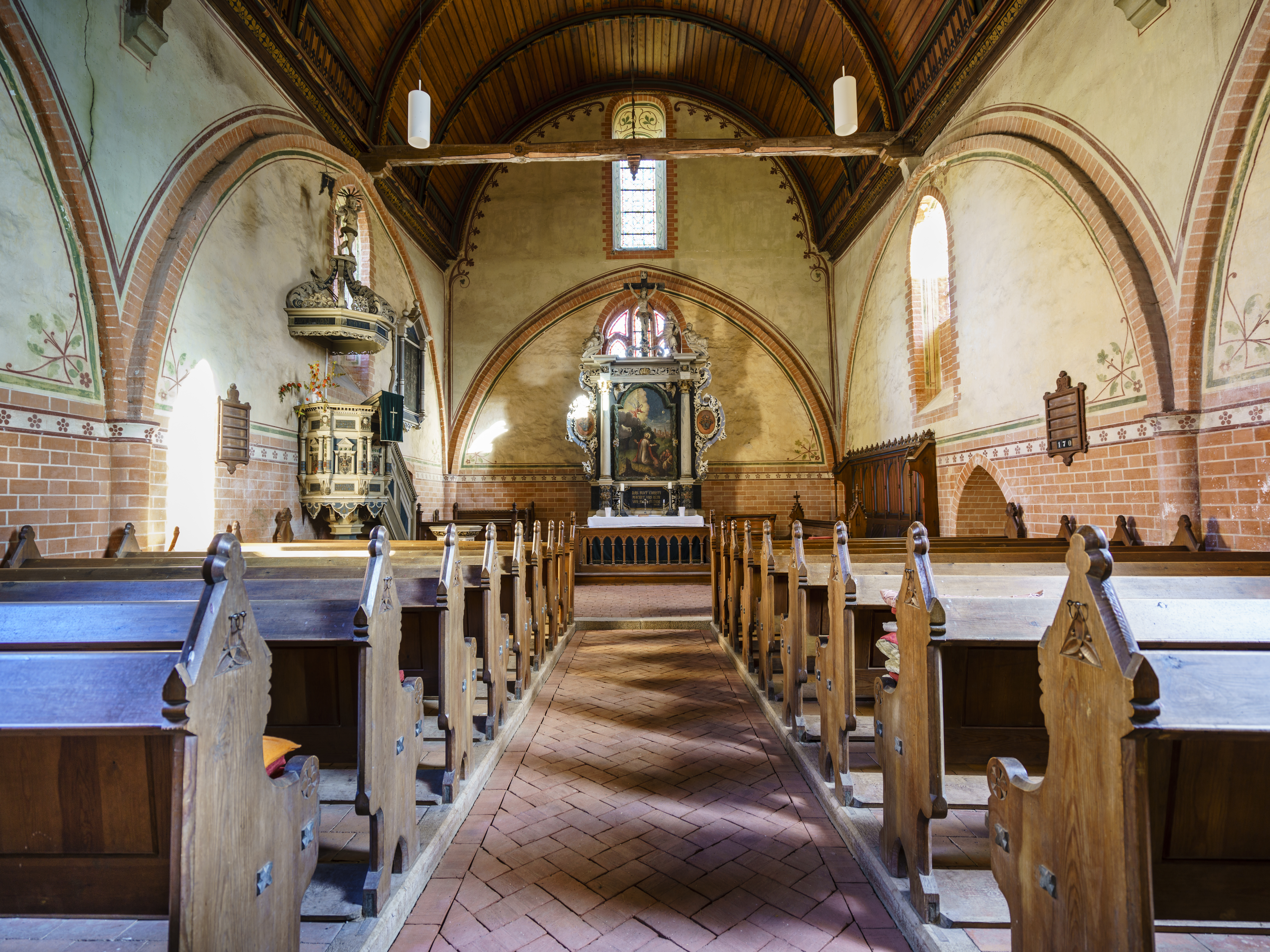
Dorfkirche Moisall – Schiff in Blickrichtung nach Osten

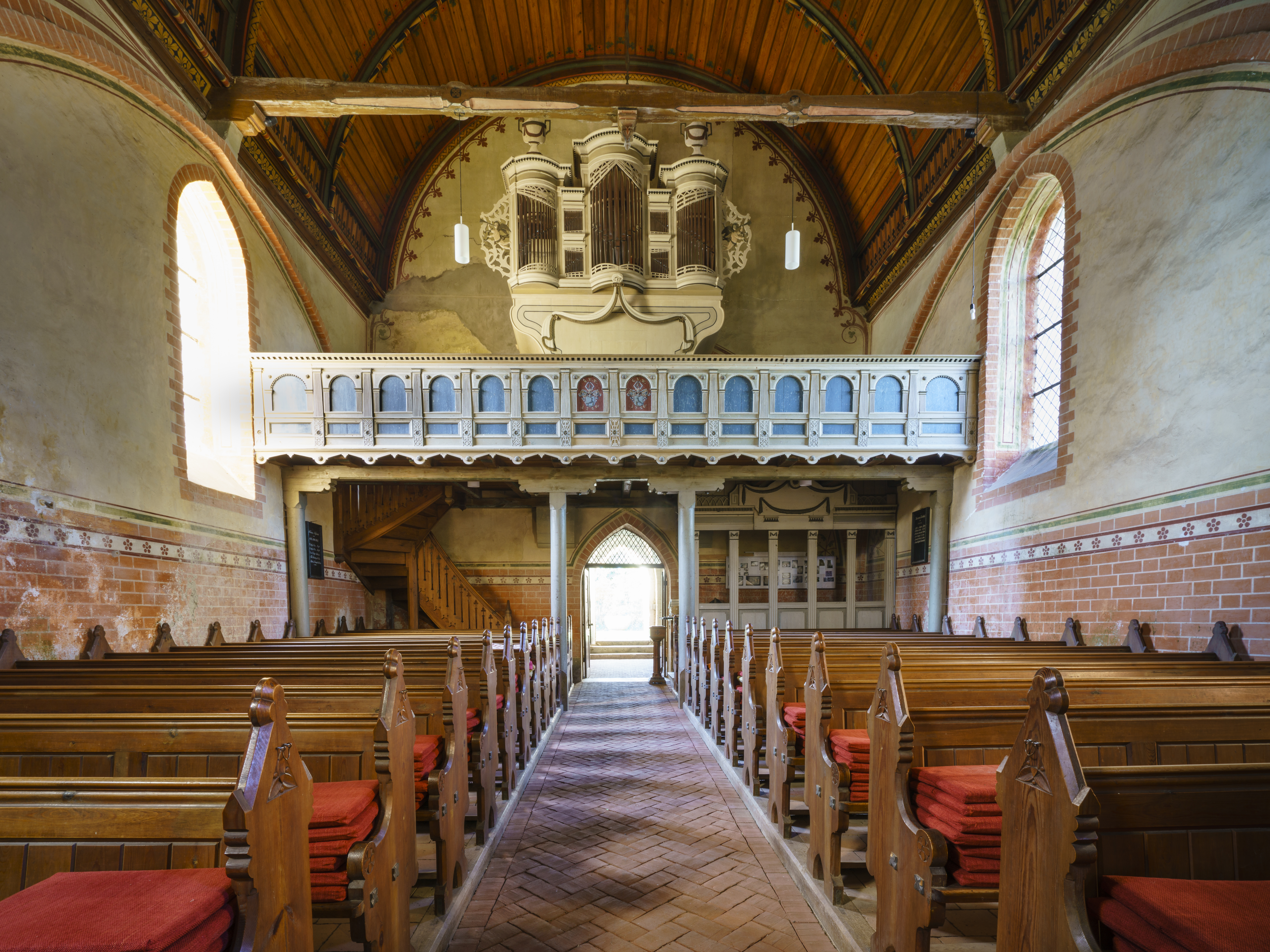
Dorfkirche Moisall – Schiff in Blickrichtung nach Westen

Die evangelische Dorfkirche Moisall ist eine frühgotische Kirche in Feldstein- und Backsteinmauerwerk im Ortsteil Moisall von Bernitt im Landkreis Rostock in Mecklenburg-Vorpommern. Sie gehört zur Kirchengemeinde Bernitt in der Propstei Rostock im Kirchenkreis Güstrow der Evangelisch-Lutherischen Kirche in Norddeutschland (Nordkirche).

## Geschichte und Architektur
Die Kirche in Moisall wurde 1264 erstmals urkundlich genannt. Damals ernannte der Schweriner Bischof Hermann die Moisaller Kirche gegenüber der Schlemminer Kapelle zur Hauptkirche.
Die Moisaller Kirche ist eine im Grundriss rechteckige Saalkirche vom Ende des 13. Jahrhunderts in Feldsteinmauerwerk mit Teilen aus Backstein, die auf eine Einwölbung angelegt ist. Ein Chor existiert nicht. Die Nordsakristei mit neugotisch verändertem Backsteingiebel wurde wahrscheinlich gleichzeitig mit der Kirche erbaut. Während die nach oben angeschrägten Sockelsteine sowie die Ecksteine des Schiffs (aber nicht des Turms) sorgfältig bearbeitet sind, sind die Feldsteine für den Wandaufbau teils gespalten, teils aber auch unbearbeitet. Die Fensterleibungen sowie die Giebeldreiecke des Schiffs sind mit Ziegelsteinen ausgeführt. Das Schiff wurde um 1300 fertiggestellt. Ursprünglich sollte der innere Raum der Moisaller Kirche von zwei quadratischen Gewölben überspannt werden. Dies wurde jedoch nicht umgesetzt. Lediglich die Gewölbeansätze (Schildbögen und halbrunde Dienstvorlagen) wurden damals fertiggestellt.
Der dendrochronologisch auf 1433d datierte Westturm auf quadratischem Grundriss ist mit einem Pyramidendach geschlossen. Am Westturm befindet sich eine Einzeiger-Uhr. Um 1500 wurde eine Vorhalle aus Feld- und Backstein mit einem Blendengiebel im Süden angebaut.
Die Kirche wurde in der ersten Hälfte des 18. Jahrhunderts umgebaut; dabei wurde das Schiff mit einem Mansarddach mit Krüppelwalm über dem gestutzten östlichen Blendengiebel gedeckt. Das damals eingebaute hölzerne Tonnengewölbe wurde bei einer Restaurierung im Jahr 1895 gemeinsam mit der Nordsakristei erneuert. Die Nordsakristei diente im 18. Jahrhundert der Patronatsfamilie von Rudloff als Erbbegräbnis. Mit der Kirchenerneuerung wurde die Grablege wieder zur Sakristei umgebaut und die Särge in der Erde bestattet. In den Jahren 1997/98 wurden Restaurierungsarbeiten an der Turmuhr durchgeführt.
Auf der Westseite der Kirche, vor dem Turm, befindet sich ein romanisches Taufbecken aus dem 13. Jahrhundert, sicherlich das mit Abstand älteste bewegliche Stück der gesamten Anlage. Es wurde erst 2003 wieder an seinen ursprünglichen Platz gesetzt.

## Beschreibung und Ausstattung
Die Moisaller Kirche wurde mehrfach beschrieben. Die erste Darstellung findet sich in den Jahrbüchern des Vereins für Mecklenburgische Geschichte und Altertumskunde durch Crull. Ebenfalls beschrieben wird die Moisaller Kirche in dem Standardwerk „Die Kunst- und Geschichts-Denkmäler des Grossherzogthums Mecklenburg-Schwerin“ von Schlie. Weitere Einzel- und Kurzbeschreibungen finden sich in verschiedenen Publikationen, unter anderem im Kunstführer Dehio. Eine aktuelle Darstellung ist 2011 erschienen.

### Schiff und Altar
Der Altaraufsatz ist ein Werk von 1726 und zeigt ein Gemälde mit Christus neben drei schlafenden Jüngern im Garten Gethsemane am Ölberg, das von Säulen und geschnitzten Wangen eingefasst ist. Die Renaissance-Kanzel ist an der Brüstung mit Säulen reich gegliedert und deutlich älter als der Altaraufsatz und wurde etwa um 1615 erbaut (Inschrift). Sie ist mit den Wappenreliefs derer von Wackerbarth, von Vieregge und von Bülow ausgestattet. Ein reich geschnitzter Schalldeckel stammt aus der ersten Hälfte des 18. Jahrhunderts.
Eine Loge im Zopfstil ist aus der Zeit um 1802. Ein hölzernes Wappenepitaph mit architektonischer Rahmung wurde 1788 angefertigt. Eine Empore mit Pilastergliederung von 1726 trägt die Orgel.
Im Kirchenschiff findet man Gedenktafeln für die Veteranen und Gefallenen der Kriege des 19. Jahrhunderts.

### Orgel
Die Orgel mit einem frühklassizistischen Prospekt mit Elementen des Barock wurde von Carl Börger im Jahre 1912 gefertigt und verfügt über fünf Register auf einem Manual mit angehängtem Pedal. Eine Besonderheit ist das Gehäuse, das noch von der Vorgänger-Orgel von Friedrich Friese I. aus dem Jahr 1802 stammt. Gehäuse und Orgel wurden 2016 umfassend saniert.

### Glocken

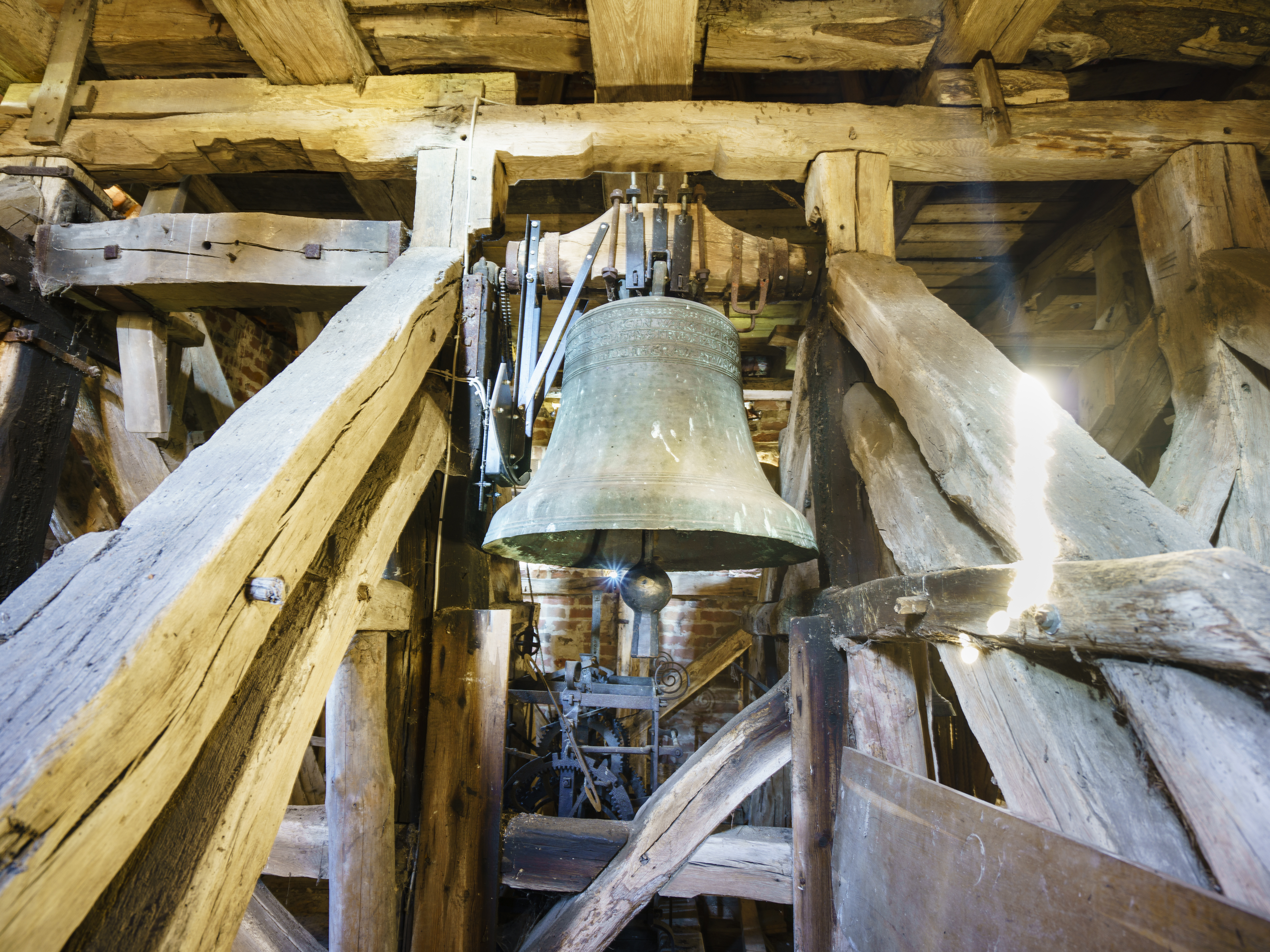
Dorfkirche Moisall – Glocke von 1625

Im Turm befinden sich zwei Bronzeglocken: Die größere Glocke (Durchmesser: 1040 Millimeter) mit dem Schlagton f1+3 wurde im Jahr 1625 von dem Gießer Joachim Gravert in Wismar gegossen, die kleinere Glocke (Durchmesser: 417 Millimeter) mit dem Schlagton h2+7 ist aus dem Jahr 1813  und trägt die Inschrift „PENTZIN 1813“.